# 梅加瓦蒂·苏加诺普特丽
梅加瓦蒂·苏加诺普特丽（Megawati Sukarnoputri，1947年1月23日—），又称梅加瓦蒂或梅嘉娃蒂，印度尼西亚政治人物、第五任印尼总统（2001年7月23日－2004年10月）。她是印尼第一位女總統，以及伊斯蘭世界第五位女性領導人，以及第一位在印尼獨立後出生的總統。

## 早期生活
梅加瓦蒂出生于爪哇日惹市，印度尼西亚前总统苏卡诺和其第二任妻子所生，家中为第二个孩子和长女，自小在总统行宫长大。1967年梅加瓦蒂21岁时，苏卡诺被苏哈托领导的军人政权推翻，至此苏卡诺一家告别政坛。1970年苏卡诺去世，梅加瓦蒂进入印度尼西亚大学攻读心理学，两年后中途辍学。
梅加瓦蒂的第一任丈夫为苏林多·苏亚索中尉（Surindo Supjarso），1970年在伊里安查亚的一次空难中丧生；1972年与埃及外交官艾罕默德·哈桑（Hassan Gamal Ahmad Hasan）有过短暂的婚姻；1973年与陶菲克·基玛斯结婚，生有三个孩子。

## 政治生涯
鬥爭民主黨在1999年大選中獲得34%選票，並在議會中擁有185席，成為執政黨。全國復興黨，使命黨，團結建設黨，星月黨，和其他18個回教小黨，組織聯合陣線，推舉伊斯蘭教士聯合會主席及全國復興黨黨魁瓦希德為總統候選人，使梅加瓦蒂高票落選。而特別實行了由瓦希德出來擔任總統，梅加瓦蒂擔任副總統的折中辦法。及後印尼國會以貪污控罪彈劾瓦希德。印尼人民協商會議授權梅加瓦蒂接下瓦希德餘下的任期，至2004年大選爲止。

## 总统（2001年至2004年）

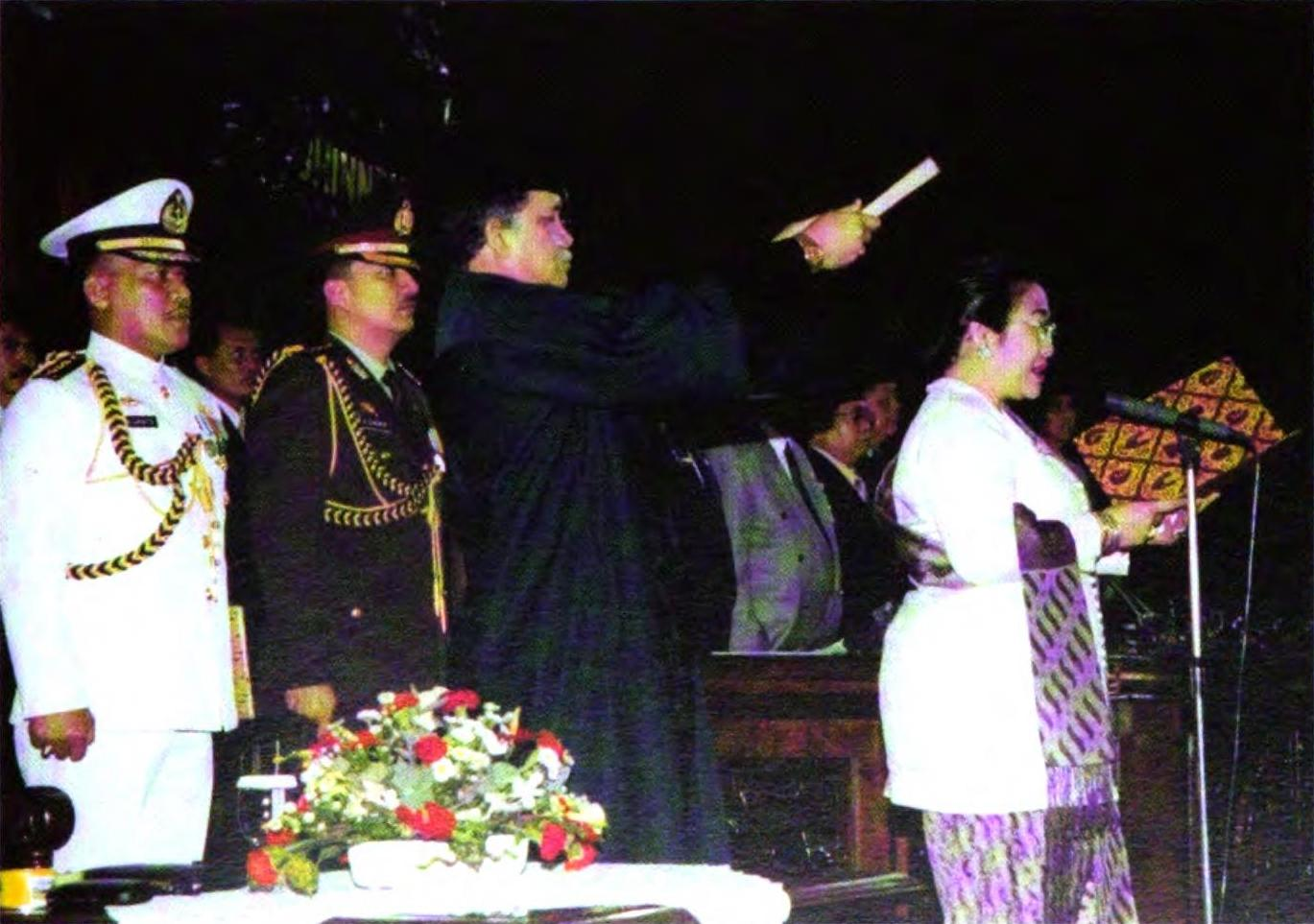
2001年7月23日，梅加瓦蒂宣誓就任印尼总统

2003年8月26日，梅加瓦蒂抵达马来西亚古晋，并于8月28日会见首相马哈迪·莫哈末。双方主要讨论有关打击恐怖主义和印尼非法移民继续涌入马来西亚的课题。之后，马来西亚首相马哈迪称两国已同意进行更全面的合作，以应对印尼非法移民问题。
2004年印度尼西亞總統選舉秩序收到歐美和國際組織大批觀察員的充分肯定。但梅加瓦蒂在此次大選中未能當選，在第二轮投票敗於蘇西洛領導的民主党。而蘇西洛則感謝梅加瓦蒂為印尼民主選舉制度奠定的良好基礎。2009年的总統大選梅加瓦蒂再次競選失败。